# Tung-jang
Tung-jang (čínsky pchin-jinem Dōngyáng, znaky zjednodušené 东阳, tradiční 東陽) je městský okres v městské prefektuře Ťin-chua uprostřed provincie Če-ťiang v Čínské lidové republice. Leží přibližně 200 kilometrů jižně od Chang-čou v oblasti delty Jang-c’-ťiangu. Celý okres má rozlohu přibližně 2849 čtverečních kilometrů a v roce 2010 měl přes dva miliony obyvatel, z toho osm set tisíc připadalo na městské jádro.
Tung-jang byl založen v roce 195 za dynastie Východní Chan s jménem Wu-ning (čínsky pchin-jinem Wuning, znaky 吴宁), na Tung-jang byl přejmenován v roce 688.